# Литвак, Леонид Борисович
Леонид Борисович Литвак (16 апреля 1889, Тирасполь, Херсонская губерния — 20 марта 1970, Харьков) — украинский советский невропатолог. Доктор медицинских наук (1940), профессор (1941).

## Биография
В 1924 году окончил Одесский медицинский институт. С 1933 года работал в Харьковском научно-исследовательском институте неврологии и психиатрии, с 1937 года одновременно доцент кафедры нервных болезней 2-го Харьковского медицинского института. С 1941 года — заведующий кафедрой нервных болезней 1-го Харьковского медицинского института (в 1941 году эвакуированного в Чкалов).
В годы Великой Отечественной войны — невропатолог эвакогоспиталей в Чкалове. В 1945—1953 годах — заведующий кафедрой неврологии Украинского института усовершенствования врачей и одновременно в 1945—1947 годах и с 1953 года — заведующий отделом неврологии и заместитель директора Украинского психоневрологического института в Харькове.
Научные труды посвящены проблемам локализации функций в головном мозге, двигательным расстройствам, нарушениям чувствительности, циркуляции спинномозговой жидкости при опухолях, инфекционных заболеваниях головного мозга, черепно-мозговым травмам, нарушениям мозгового кровообращения при гипертонической болезни и атеросклерозе и их ранней диагностике.
Член правления Всесоюзного, Украинского и Харьковского обществ невропатологов и психиатров, член президиума Всесоюзного общества нейрохирургов. Заслуженный деятель науки Украинской ССР (1959).